# Country- und Westerntanz
Unter dem Begriff Country- und Westerntanz werden Tanzarten bzw. Tänze zusammengefasst, die ihren Ursprung in den Vereinigten Staaten von Amerika (USA) haben oder dort wesentlich geprägt wurden. Die Merkmale dieser Tanzarten wurden sowohl von lokalen Gegebenheiten als auch von den Umständen in ihrer Entstehungszeit beeinflusst.
Die folgenden Tänze werden dazugezählt:
- Swing, vertreten vor allem durch West Coast Swing und East Coast Swing bzw. Jitterbug.
- Two Step, vertreten durch Texas Two Step, Nigh Club Two Step und weitere Abarten
- Line Dance

Die dabei verwendeten Tanzformen spalten sich auf in:
- Paartanz (frei geführtes Tanzen)
- Partnertanz (paarweises Tanzen mit Choreographie oder einem Ansager, arrangiert als Gruppen von Paaren)
- Line Dance (Solo-Tanz mit fester Choreographie, mit reihenhafter Tanzordnung auf der Fläche)

Die Musikauswahl ist vielfach an der amerikanischen Country-Musik ausgerichtet, findet jedoch auch zahlreiche weitere Quellen in der gesamten Musiklandschaft einschließlich der amerikanischen Pop-Musik als Grundlage für die tanztechnische Interpretation.